# Bet Ezra
Bet Ezra (hebr. בית עזרא) – moszaw położony w samorządzie regionu Be’er Towijja, w Dystrykcie Południowym, w Izraelu.
Leży na nadmorskiej równinie w północno-zachodniej części pustyni Negew, w otoczeniu miasta Aszdod, moszawów Sede Uzzijjahu, Emunim i Giwati, kibucu Niccanim, oraz wiosek Ezer i Niccan B. Na południe od moszawu znajduje się baza wojskowa Sił Obronnych Izraela.

## Historia
Pierwotnie w tym rejonie znajdowała się arabska wioska Hamama, która jest identyfikowana z bizantyńskim miastem Peleia z V wieku. Gdy miasto zostało w VII wieku podbite przez Arabów, zmieniono jego nazwę na Hamama. W 1099 doszło tutaj do bitwy pomiędzy krzyżowcami a Fatymidami. W XIII wieku miasto ponownie przeszło pod panowanie islamskie.
Brytyjskie władze Mandatu Palestyny informowały, że w wiosce Hamama od 1921 znajdowały się dwie szkoły podstawowe oraz meczet. Jej mieszkańcy trudnili się głównie rolnictwem i rybołówstwem.

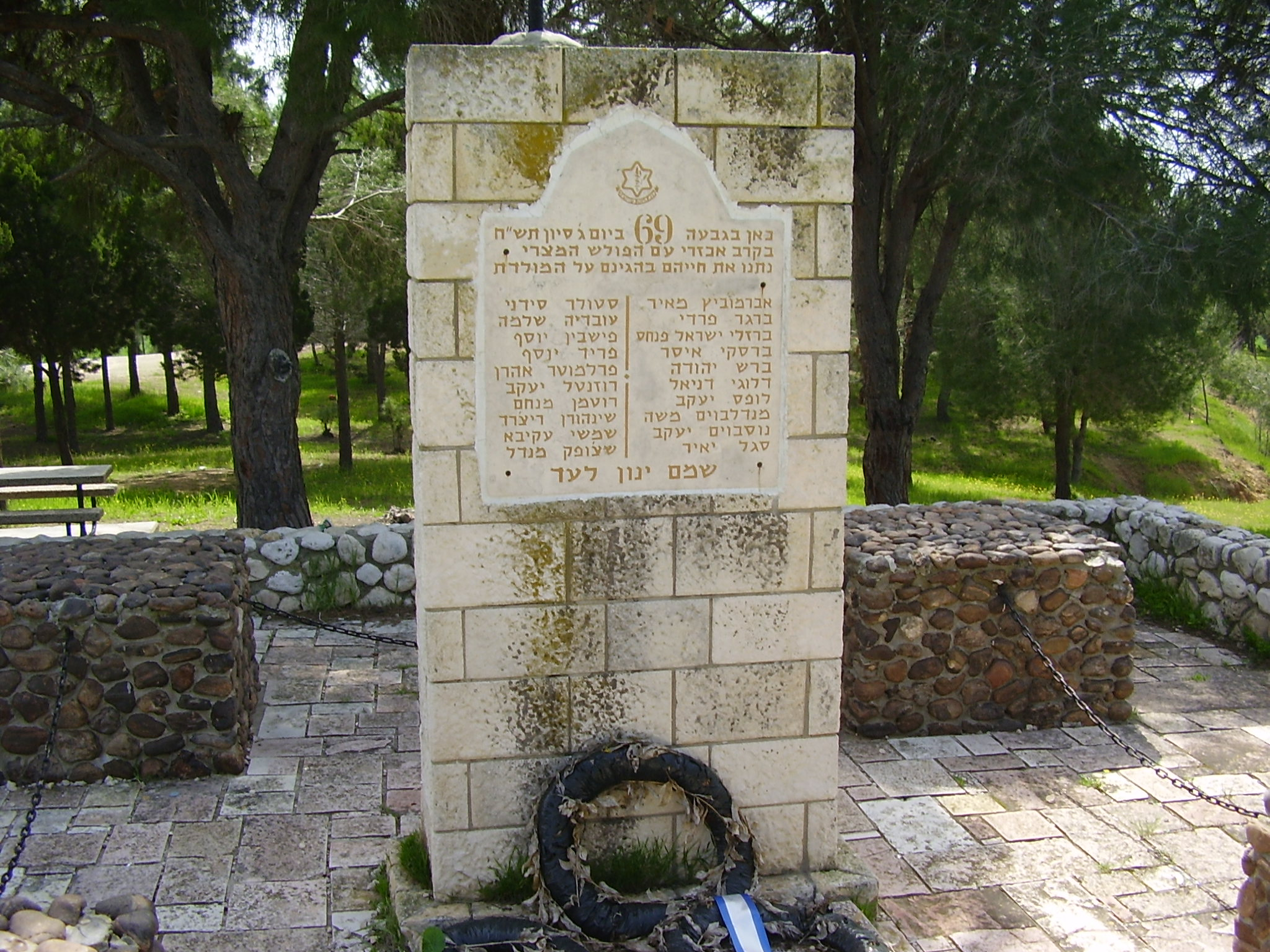
Pomnik na wzgórzu 69 przy moszawie Bet Ezra

Podczas wojny domowej w Mandacie Palestyny w dniu 22 stycznia 1948 grupa żydowskich osadników z kibucu Niccanim zaatakowała pracujących na polu Arabów. Rannych zostało wówczas 15 arabskich rolników. 24 stycznia żydowski oddział Hagany ostrzelał wioskę Hamama, zabijając 1 Araba. 17 lutego w kolejnym incydencie rannych zostało 2 Arabów. Na południe od wioski znajdowało się strategiczne wzgórze 69, na którym od 1943 znajdował się punkt obserwacyjny Hagany. Podczas wojny o niepodległość w 1948 o to wzgórze toczyły się ciężkie walki pomiędzy siłami izraelskimi a egipskimi. Arabska wioska została zdobyta przez Izraelczyków i zniszczona 4 listopada 1948.
Współczesny moszaw został założony w 1950 przez żydowskich imigrantów z Iraku. Nazwano go na cześć żydowskiego kapłana Ezdrasza.

## Kultura i sport
W moszawie znajduje się ośrodek kultury i sportu, przy którym jest boisko do piłki nożnej oraz korty tenisowe.

## Gospodarka
Gospodarka moszawu opiera się na intensywnym rolnictwie, uprawach warzyw w szklarniach, sadownictwie i hodowli zwierząt.

## Osoby związane z moszawem
- Efrajim Szalom – poseł Knesetu w latach 1984–1988, mieszkał w moszawie i był jego menedżerem[5].

## Komunikacja
Z północno-zachodniej części moszawu wychodzi lokalna droga, która krzyżuje się z drogą ekspresową nr 4  (Erez – Kefar Rosz ha-Nikra). W kierunku północnym wychodzi z moszawu droga nr 3713, od której odbija na wschód lokalna droga do wioski Ezer. Sama natomiast droga 3713 dochodzi do drogi nr 3711  i drogi ekspresowej nr 4.